# José Peris Lacasa
José Peris Lacasa (Maella, Zaragoza; 27 de agosto de 1924-Madrid, 5 de abril de 2017) fue un compositor, pedagogo, docente y un notable organista español. Alumno de Carl Orff, Nadia Boulanger y Óscar Esplá, por su trabajo obtuvo diversos premios. El Conservatorio de Música de Alcañiz (Teruel) lleva su nombre y fue fundador y director artístico del Festival Internacional de Música de la ciudad de Alicante. Fue asimismo organista honorario de la Capilla del Palacio Real de Madrid y catedrático de Música de la Universidad Autónoma de Madrid donde fue el pionero en instituir los estudios musicológicos en la universidad española.

## Biografía
Comenzó su aprendizaje musical en Maella, continuándolo más tarde en el Conservatorio de Zaragoza, desde donde se trasladó a Madrid por consejo de sus profesores. Allí estudió piano con Enrique Aroca y Javier Alfonso, armonía y contrapunto con Enrique Massó y Julio Gómez y composición y órgano con Jesús Guridi en el Real Conservatorio Superior de Música de Madrid, obteniendo el Premio Extraordinario de Composición y el Nacional de Fin de Carrera.
Durante esa época conoció y se relacionó con los músicos de la República Fernando Remacha, Jesús Guridi y, especialmente, Óscar Esplá, con quien mantuvo una estrecha amistad personal y musical. Después recibió una beca para ir a estudiar a París con Nadia Boulanger.
En 1952, impresionado por la música de Carl Orff, decidió marchar a Múnich para estudiar con él. Permaneció allí varios años, siendo esta quizá la mayor influencia sobre su labor creativa. Orff y Karl Amadeus Hartmann fueron sus padrinos a la hora de ser admitido en la Sociedad de Autores Alemana (GEMA) en 1958.
A comienzos de los años 1960 José Peris tomó una decisión que cambiaría completamente la dirección de su carrera profesional: contra los deseos de Orff, quien prefería que desarollase sus actividades en Alemania, Peris escogió seguir el llamado de Esplá y regresar a España. En 1962 obtuvo las cátedras de Armonía y Contrapunto y Fuga en el Conservatorio Superior de Música de Alicante. Desde ese momento y con el apoyo de Esplá y Remacha, dedicó gran parte de sus esfuerzos a introducir la obra pedagógica de Orff en España. Esta sería solo una de sus actividades pedagógicas: por ejemplo, a partir de 1965 dirigió durante ocho años los Cursos de Formación del Profesorado de EGB y BUP de música y movimiento elemental y fue colaborador asiduo del Frente de Juventudes sección juvenil autónoma de  Falange Española Tradicionalista y de las JONS, para la que compuso canciones como "En marcha campamentos" y "Pasa la Juventud". 
En 1973 comenzó su relación con la Universidad Autónoma de Madrid como organizador de las actividades musicales, lo que le llevaría a convertirse en 1978 en Catedrático de Música de su Facultad de Filosofía y Letras. En esta universidad trabajó para instituir el Doctorado en Historia y Ciencias de la Música, reconocido por el Ministerio de Educación y único en España, dirigiendo la primera tesis doctoral en la materia al guitarrista madrileño Alfredo Vicent, quien le sucedería al frente del Centro Superior de Investigación y Promoción de la Música de la UAM y de su ciclo de conciertos. Después de esta primera tesis, dirigiría ocho más.
Desde 1982 hasta 2013 fue Asesor de Música del Patrimonio Nacional, puesto que conllevaba una intensa labor como programador.
La también intensa labor pedagógica de José Peris se tradujo en una reducción en la producción de sus propias obras musicales.
Fue también organista honorario de la Capilla del Palacio Real de Madrid. En 2006 recibió el "Premio Heraldo a los Valores Humanos". En 2010 se ejecutó en Roma ante el papa Benedicto XVI su versión reelaborada de Las siete últimas palabras de Cristo en la Cruz, de Joseph Haydn, que había estrenado previamente en 2008 en el Palacio Real de Madrid.
En 2013 se le concedió la Gran Cruz de la Orden del Mérito Civil.

## Obra artística
Siguiendo la estela de su maestro Orff, la música de José Peris se caracteriza por la fuerza rítmica y por una instrumentación orgánica, espontánea y refinada. Las técnicas compositivas se emplean con mucha libertad, usando desde los sonidos más modernos (clúster) al contrapunto más tradicional. Esto último le ha granjeado en algunos círculos la crítica de ser un compositor anticuado. Su obra es conocida e interpretada internacionalmente, especialmente su música religiosa.
De entre sus composiciones cabe destacar:
- Variaciones para una gran orquesta sobre una pavana de Luys de Milán (1962)
- Concierto espiritual para barítono y orquesta (1965, Premio Nacional de Música de ese año)
- Preámbulo para gran Orquesta - Saeta (1970)
- Canciones para Dulcinea (1973) para voz y conjunto instrumental
- Elegía para Gisela (1977) para guitarra sola
- Te Deum (1984) para coro, solistas y orquesta
- Misa de la Santa Faz (1989) para coro, solistas, orquesta y órgano
- Música grave (1993) para cuarteto de cuerda, dedicada a la memoria de Severo Ochoa
- Las siete últimas palabras de Cristo en la cruz para cuarteto de cuerda y voz, adaptación de la obra original de Joseph Haydn

Escritos:
- VV.AA., Catálogo del Archivo de Música del Palacio Real de Madrid, José Peris Lacasa (dir.), Madrid, Patrimonio Nacional, 1993.